# Балка Суха (притока Лугані)
Балка Суха, Суходіл (рос. Б. Суходол) — балка (річка) в Україні у Слов'яносербському районі Луганської області. Ліва притока річки Лугані (басейн Азовського моря).

## Опис
Довжина балки приблизно 10,36 км, найкоротша відстань між витоком і гирлом — 8,36  км, коефіцієнт звивистості річки — 1,24 . Формується декількома балками та загатами.

## Розташування
Бере початок на південно-східній околиці села Сміле. Тече переважно на південний схід через село Степове і на південно-східній околиці села Новодачне впадає у річку Лугань, праву притоку Сіверського Дінця.

## Цікаві факти
- На північно-західній околиці села Степове балку перетинає автошлях Т 1315[2] (автомобільний шлях територіального значення в Луганській області. Проходить територією Новоайдарського, Слов'яносербського та Перевальського районів через Райгородок — Слов'яносербськ — Зимогір'я — Іванівське — Михайлівку. Загальна довжина — 56,2 км.).